# Castoramina
La Castoramina es un alcaloide que se encuentra en el Castóreo.